# Hillel Zeitlin

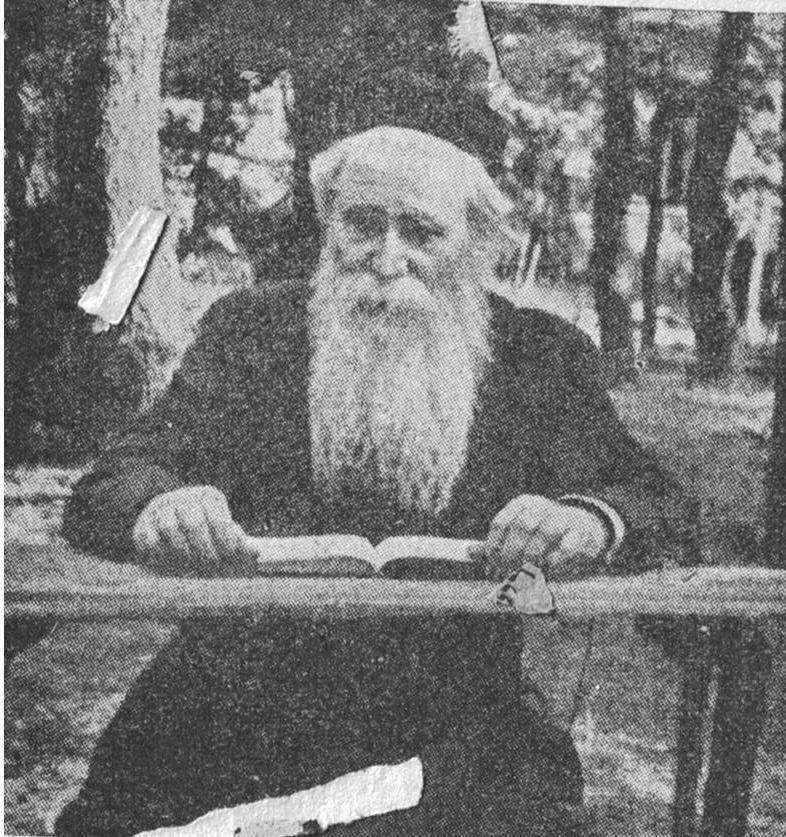
Hillel Zeitlin

Hillel Zeitlin (geboren 1872 in Korma, Gouvernement Mogiljow, Russisches Kaiserreich; gestorben 1942 im Warschauer Ghetto) war ein russischer Schriftsteller der hebräischen und jiddischen Sprache sowie Publizist und religiöser Denker.

## Leben
Hillel Zeitlin entstammte einer streng chassidischen Gelehrtenfamilie, erhielt eine gründliche Ausbildung in Tanach, Talmud und neuhebräischer Literatur und studierte naturwissenschaftliche Fächer. Er war viele Jahre in mehreren Orten Kinderlehrer, beschäftigte sich vor allem mit Philosophie und zunächst insbesondere mit Spinoza, bevor er sich den neueren britischen Philosophen Herbert Spencer, Charles Darwin und John Stuart Mill, aber auch Schopenhauer und Nietzsche zuwandte.
Während dieser Lebensphase – mittlerweile war er nach Homel übergesiedelt – begann er, seine religiöse Verbundenheit zu lockern, und näherte sich dem Säkularismus. Den politischen Zionismus hielt er für einen Irrweg und war ein Anhänger des praktischen Territorialismus, für den er sich auch publizistisch einsetzte. Von 1902 bis 1905 hatte er seinen Wohnsitz in Ruslawl im Gouvernement Smolensk und war aktiv an der Herausgabe verschiedener hebräischer Zeitschriften beteiligt.
Ab 1906 lebte er in Wilna und war Mitarbeiter des Jiddischer Folk. 1906 bis 1907 redigierte er in Warschau das Jüdische Volksblatt, arbeitete aber auch am Haint und anderen jüdischen Zeitschriften und Anthologien mit. Ab 1910 war er maßgeblicher Redakteur und Herausgeber der jiddischen Tageszeitung Moment, aber auch anderweitig engagiert, z. B. durch seine Beteiligung an einem der ersten jiddisch-enzyklopädischen Wörterbücher, das schließlich 1917 in Warschau erschien.
Nach dem Ersten Weltkrieg wandte er sich wieder der angestammten Religion zu, wurde orthodox und observant, blieb dabei aber geistig unabhängig und durchaus originell-unkonventionell in seinem Denken.
Im Alter von 71 Jahren wurde er von Nationalsozialisten im Warschauer Ghetto getötet, während er eine Ausgabe des Zohar in Händen hielt, eingehüllt in ein Tallit und mit angelegten Tefillin. Der größte Teil seiner Familie wurde gleichfalls umgebracht, nur sein Sohn Aaron überlebte.
Seine Söhne Aaron Zeitlin (1898–1973) und Elchanan Zeitlin (1902–1941) waren ebenso wie er jiddische Autoren.

## Werke (Auswahl)
- Hatow we-hara („Gut und Böse“), 1898 (über Optimismus und Pessimismus)
- Monographie über Spinoza, 1900
- Monographie über Nietzsche, ca. 1901
- Schriften, 1910
- Dus Problem fun Gits un Schlechts ba Jiden un andere Völker, Warschau 1911
- Rabbi Israel Baalschemtow, Warschau 1911
- Der alter Rebe, 1912
- Über R. Schneor Salman von Ladi, 1912
- Chassidoth, 1922
- Wus es lebt un singt in mir, o. J.